# OKO
OKO er et kompleks af skyskrabere i Moskvas Internationale Forretningskvarter.

## Eksterne links
- Official site

55°44′58″N 37°32′04″Ø / 55.749578°N 37.534358°Ø